# Golfe d'Ancône
Le golfe d'Ancône (italien : Golfo di Ancona) est un golfe situé sur la mer Adriatique en Italie, près de la ville d'Ancône.